# Philippa Boyens

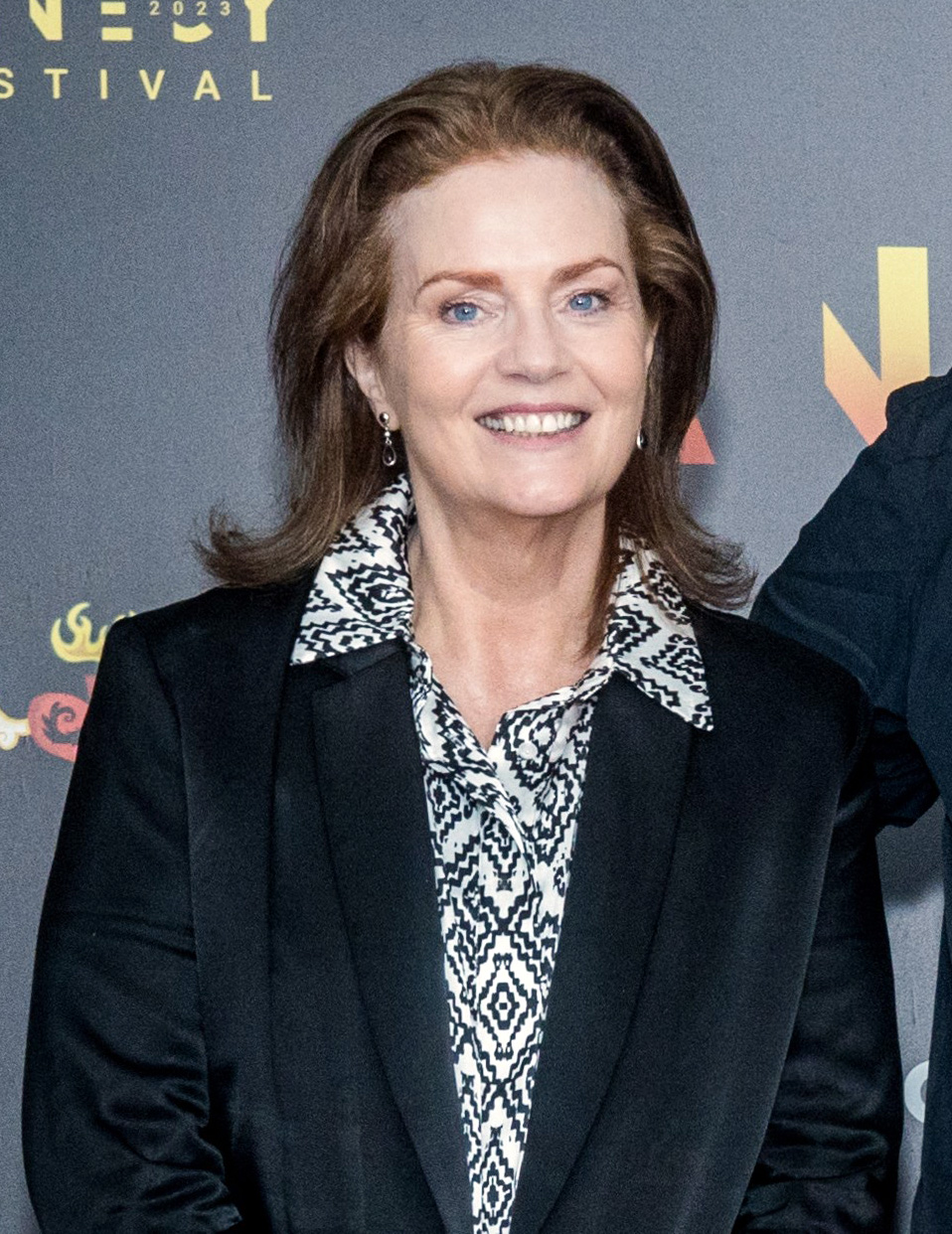
Philippa Boyens (2023)

Philippa Boyens MNZM (* 1962 in Neuseeland) ist eine neuseeländische Drehbuchautorin.

## Leben
Die Lehrerstochter aus Auckland war zunächst selbst Lehrerin und Theater-Autorin sowie zeitweilig Vorsitzende der neuseeländischen Autorengilde. Sie schrieb zusammen mit Fran Walsh und Peter Jackson die Drehbücher zu der Herr-der-Ringe-Filmtrilogie. Von ihr stammen auch die Songtexte im Film. Ihr Sohn Calum Gittins spielte in Der Herr der Ringe: Die Zwei Türme den jungen Haleth.
Nach dem Drehbuch für eine neuseeländische Neuverfilmung von King Kong (2005) hat sie zuletzt Alice Sebolds Roman In meinem Himmel für die Verfilmung wiederum unter Regisseur Peter Jackson adaptiert. Der Film erschien 2009 unter dem gleichen Namen in den deutschen Kinos.
Boyens war, gemeinsam mit Peter Jackson und Fran Walsh, verantwortlich für die Drehbuch-Adaption des Romans Der Hobbit von J. R. R. Tolkien.
2024 produzierte sie den Zeichentrickfilm Der Herr der Ringe: Die Schlacht der Rohirrim, bei dem u. a. ihre Tochter Phoebe Gittins am Drehbuch mitgearbeitet hatte.

## Filmografie
- 2001: Der Herr der Ringe: Die Gefährten (The Lord of the Rings: The Fellowship of the Ring)
- 2002: Der Herr der Ringe: Die Zwei Türme (The Lord of the Rings: The Two Towers)
- 2003: Der Herr der Ringe: Die Rückkehr des Königs (The Lord of the Rings: The Return of the King)
- 2005: King Kong
- 2009: In meinem Himmel (The Lovely Bones)
- 2012: Der Hobbit: Eine unerwartete Reise (The Hobbit: An Unexpected Journey)
- 2013: Der Hobbit: Smaugs Einöde (The Hobbit: The Desolation of Smaug)
- 2014: Der Hobbit: Die Schlacht der Fünf Heere (The Hobbit: The Battle of the Five Armies)
- 2018: Mortal Engines: Krieg der Städte (Mortal Engines)
- 2024: Der Herr der Ringe: Die Schlacht der Rohirrim (The Lord of the Rings: The War of the Rohirrim)

## Auszeichnungen
- New Zealand Order of Merit
- Oscar für das „Beste adaptierte Drehbuch“ 2004
- Nebula Award in der Kategorie „Best Script (Bestes Drehbuch)“ für Der Herr der Ringe: Die Gefährten, Der Herr der Ringe: Die zwei Türme, Der Herr der Ringe: Die Rückkehr des Königs, 2002, 2003, 2004